# 切消定理
切消定理（cut-elimination theorem (or Gentzen's Hauptsatz)）是确立相继式演算重要性的主要结果。它最初由格哈德·根岑在他的划时代论文《逻辑演绎研究》对分别形式化直觉逻辑和经典逻辑的系统LJ和LK做的证明。切削定理声称在相继式演算中，拥有利用了切规则的证明的任何判断，也拥有无切证明，就是说，不利用切规则的证明。
相继式是与多个句子有关的逻辑表达式，形式为"{\displaystyle A,B,C,\ldots \vdash N,O,P}"，它可以被读做"A, B, C, {\displaystyle \ldots }证明N, O, P"，并且（按Gentzen的注释）应当被理解为等价于真值函数"如果（A & B & C {\displaystyle \ldots }）那么（N or O or P）"。注意LHS（左手端）是合取（and）而RHS（右手端）是析取（or）。LHS可以有任意多个公式；在LHS为空的时候，RHS是重言式。在LK中，RHS也可以有任意数目的公式--如果没有，则LHS是个矛盾，而在LJ中，RHS只能没有或有一个公式：在右紧缩规则前面，允许RHS有多于一个公式，等价于容许排中律。注意，相继式演算是相当有表达力的框架，已经为直觉逻辑提议了允许RHS有多个公式的相继式演算，而来自Jean-Yves Girard的逻辑LC得到了RHS最多有一个公式的经典逻辑的更加自然的形式化；逻辑和结构规则的相互作用是它的关键。
"切"是在相继式演算的正规陈述中的一个规则，并等价于在其他证明论中的规则变体，给出
（1）{\displaystyle (A,B,\ldots )\vdash C}
和
（2）{\displaystyle C\vdash (D,E,\ldots )}
你可以推出
（3）{\displaystyle (A,B,\ldots )\vdash (D,E,\ldots )}
就是说，在推论关系中"切掉"公式"C"的出现。
切消定理声称（对于一个给定的系统）使用切规则的任何相继式证明也可以不使用这个规则来证明。如果我们认为{\displaystyle (D,E,\ldots )}是一个定理，则切消简单的声称用来证明这个定理的引理{\displaystyle C}可以被内嵌（inline）。在这个定理的证明提及引理{\displaystyle C}的时候，我们可以把它代换为{\displaystyle C}的证明。因此，切规则是可接纳的。
对于用相继式公式化的系统，分析性证明是不使用切规则的证明。这种证明典型的会很长，当然没有必要这么做。在散文《不要消除切呀!》中，George Boolos展示了可以使用切在一页中完成的推导，而它的分析性证明要耗尽宇宙的寿命来完成。
这个定理有很多丰富的推论。一旦一个系统被证明有切消定理，这个系统通常立即就是一致的。这个系统通常也有子公式性质，这是达成证明论语义的重要性质。切削是证明插值定理的最强力工具。基于归结原理的完成证明查找的可能性，导致Prolog编程语言的本质洞察，依赖于在适当的系统中接纳切规则。

## 引用
- Gentzen, Gerhard. . Mathematische Zeitschrift. 1934–1935, 39: 405–431.